# هاري بي. ليفرسيدج
هاري بلوت ليفرسيدج (21 سبتمبر 1894-25 نوفمبر 1951)، كان عميداً في سلاح مشاة البحرية الأمريكية، شارك في الحرب العالمية الأولى وحروب الموز والحرب العالمية الثانية. كما كان عضواً في فرق ألعاب قوى الأكاديمية البحرية وشارك في الألعاب الأولمبية 1920 و1924. كما برز بشكل بارز في كرة القدم الأمريكية كعضو في بطولة فرق كوانتيكو مارينز لكرة القدم في أوائل عشرينيات القرن الماضي.